# سمر (اسم)
سمر (بالإنجليزية: Samar)‏ هو اسم علم. في الهندوسية، هو اسم صبي يَعني قائد المعركة، وقد نشأ مِن المخطوطة القديمة سمرانغانا سوترادهارا (Samarangana Sutradhara) والتي ذكرت تقنيات الحَرب والطيران الهندوسية القديمة وهي مكتوبة بالسنسكريتية بواسطة الملك بهوجا في القرن 11 ميلادي، وسُمي العمل «سمرانغانا سوترادهارا» أو «قائد المعركة» ويُختصر في بعض الأحيان إلى «سمر».
في اللغة العربية اسم سمر يَعني المحادثات المَسائية التي تتضمن الموسيقى العربية والشعر، ويُعتبر اسم سمر مماثل للاسم العبري شامار (Shamar) والذي يعني «الحفاظ». في الثقافة الإسلامية اسم سمر يُستخدم كاسم علم مؤنث أو مذكر ويعني «الفاكهة» أو «المُكافأة». أما في الهندية فاسم سمر يُستعمل مع الذكور ويعني «الحرب».
حسب قاموس المعاني فإنَّ سمر هو اسم علم مؤنث عربي، ويعني الحديث في ليالي الصحراء، حيثُ كان يحدث مساءً، والسمر هو الليل وسواده، حيثُ يُقال «لا آتيهِ سَمَرًا» أي ليلًا، والسمرُ كذلك ظلُّ القمر.

## الشخصيات
- سيما سمر
- سمر كوكش